# Seznam šrilanških generalov
Seznam šrilanških generalov.

## B
- L. P. Balagalle

## C
- G. A. Chandrasiri

## D
- Rohan Daluwatte

## F
- Sarath Fonseka

## J
- A. K. Jayawardane

## K
- Shantha Kottegoda

## W
- Srilal Weerasooriya
- A. E. D. Wijendra